# Бой в Бискайском заливе
Бой в Бискайском заливе — морской бой во время Второй мировой войны, произошедший 28 декабря 1943 года в Бискайском заливе между британскими лёгкими крейсерами и немецкими эсминцами и миноносцами.

## События перед боем
В конце 1943 г. базировавшиеся в портах Западной Франции надводные силы ВМФ Германии — 8-я флотилия эсминцев и 4-я флотилия миноносцев проводили операции по обеспечению прохода в контролируемые немцами атлантические порты транспортов-блокадопрорывателей со стратегическими материалами из Японии. 27 декабря для встречи и эскортирования судна «Альстеруфёр» (операция «Траве») из Бордо вышли эсминцы Z-27 (флаг командующего 8-й флотилией эсминцев капитана цур зее Г. Эрдменгера), Z-23, Z-24, Z- 32 и Z-37 в сопровождении миноносцев Т-25 и Т-27. В море к ним присоединились вышедшие тем же утром из Бреста миноносцы Т-23 (флаг командира 4-й флотилии миноносцев корветтен-капитан Ф. Колауфа), Т-22, Т-24 и Т-26. Таким образом, немецкое соединение насчитывало теперь 5 эсминцев и 6 миноносцев, всего — 11 кораблей.
В тот же день на перехват «Альстеруфёра», замеченного патрульным британским самолетом, были посланы ближайшие из дежуривших в океане в районе обнаружения судна лёгкие крейсера «Глазго» и «Энтерпрайз» (с канадской командой,). Флагманом отряда стал командир большего крейсера «Глазго» кэптен Ч. Кларк, командиром крейсера «Энтерпрайз» был кэптен Королевского ВМФ Канады Г. Гранд.
Ещё до подхода крейсеров «Альстеруфёр» был потоплен дальним бомбардировщиком британских Королевских ВВС (из чехословацкой эскадрильи). 28 декабря в 10.18 утра немецкие эсминцы и миноносцы достигли назначенный точки встречи с «Альстеруфёром» и, не найдя там судна, легли на обратный курс к побережью Франции. В это время они были замечены американским патрульным самолетом, передавшим сведения о кораблях противника на британские крейсера, которые легли на курс перехвата немецкого соединения. В 12.24 «Глазго» и «Энтерпрайз» были обнаружены и безрезультатно атакованы немецкими бомбардировщиками, но радиосообщение об обнаружении британских кораблей было послано на находящиеся в море немецкие корабли только через два часа.
Гораздо ранее, в 12.58, приближавшихся с северо-запада «Глазго» и «Энтерпрайз» заметили с одного из немецких миноносцев. Эрдменгер немедленно отдал приказ 4-й флотилии атаковать противника торпедами, но командир флотилии Колауф ответил, что торпедная стрельба с миноносцев невозможна из-за ураганного ветра. Британцы смогли визуально наблюдать немецкое соединение только в 13.32, хотя до того следили за ним с помощью радиолокаторов. В 13.46 противники сблизились до 105 кабельтовых, после чего практически одновременно крейсер «Глазго» открыл артиллерийский огонь, а эсминец Z-23 выстрелил в сторону британцев залпом из 6 торпед.

## Состав эскадр и соотношение сил сторон
Британский отряд — 2 корабля:
- Лёгкий крейсер «Глазго»

Введен в строй в 1937 году. Водоизмещение 9100/11 350 т. Скорость 32 узла. Экипаж 800 чел. Вооружение: двенадцать 152-мм орудий, восемь 102-мм орудий (зенитные), два 3-х трубных торпедных аппарата.
- Лёгкий крейсер «Энтерпрайз»

Введен в строй в 1926 году. Водоизмещение 7580/9500 т Скорость 33 узла. Экипаж — 572 ч. Вооружение: пять 152-мм орудий, три 102-мм орудия (зенитные), четыре 4-х трубных торпедных аппарата.
Немецкое соединение — 11 кораблей:
- Пять эсминцев типа «Нарвик»

Введены в строй в 1940—1941 гг. Водоизмещение 3079/3543 т. Скорость 36-37 узлов. Экипаж 332 ч. Вооружение: пять 150-мм орудий (кроме Z-27 — 4 150-мм орудия), два 4-х трубных торпедных аппарата
- Шесть миноносцев типа «Эльбинг».

Введены в строй в 1942—1943 гг. Водоизмещение 1294/1754 т. Скорость 33 узла. Экипаж 206 ч. Вооружение: четыре 105-мм орудия, два трёхтрубных торпедных аппарата.
На первый взгляд превосходство в силах было на стороне немцев, имевших одиннадцать кораблей против двух у британцев. Однако за британцами было качественное превосходство. Лёгкие крейсера считались боевыми кораблями высшего класса, чем эсминцы и, тем более, миноносцы. «Глазго» был одним из самых современных крейсеров Королевского флота с высокой скоростью и очень мощным артиллерийским вооружением. «Энтерпрайз» значительно уступал «Глазго», но, всё же, несмотря на солидный возраст, мог успешно взаимодействовать с ним благодаря своим хорошим ходовым качествам, а также сильному торпедному вооружению.
В то же время мощное минное вооружение немецких эсминцев и миноносцев в принципе создавало серьёзную угрозу для больших британских кораблей. Двумя месяцами ранее в ночном бою пять миноносцев 4-й флотилии торпедировали и потопили британский лёгкий крейсер и эсминец.
Помимо этого, немецкие корабли, относительно своих малых размеров, имели очень сильное артиллерийское вооружение. В совокупности по количеству стволов среднего калибра немецкое соединение более чем вдвое превосходило британские крейсера (двадцать четыре 150-мм и двадцать четыре 105-мм орудий на немецких эсминцах, против семнадцати 152-мм и одиннадцати 102-мм орудий на «Глазго» и «Энтерпрайзе»).

Немецкие миноносцы Т-25 и Т-26 в штормовом Бискайском заливе (фото сделано 27 декабря 1943 г., за сутки до гибели кораблей)

Однако превосходство немцев в артиллерийском вооружении из-за превосходства в числе орудий на практике оказалось иллюзорным. Крейсера, благодаря своим размерам, представляли более устойчивую платформу для артиллерийской стрельбы, что значительно увеличивало меткость их огня в сравнении с малоустойчивыми миноносцами. Британские корабли располагали и лучшими системами управления огнём, а также более совершенными артиллерийскими системами. Особенно это относилось к «Глазго» с его четырьмя 3-орудийными башнями с высокой степенью автоматизации, в то время как немецкие орудия заряжались вручную. Следует помнить и то, что для небольших немецких миноносцев попадания вражеских снарядов были гораздо опасней, чем для британских крейсеров, к тому же, защищенных броней.
Серьёзным преимуществом немецких кораблей могла бы оказаться их высокая скорость (что относилось только к эсминцам, миноносцы же были не быстроходней британских крейсеров). Однако у более крупных и высокобортных британских кораблей была лучшая мореходность, что, конечном счете, сыграло решающую роль, поскольку бой происходил в сложных штормовых условиях. Небольшие низкобортные немецкие корабли гораздо сильнее страдали при сильном волнении и ураганном ветре. Они не могли развить полный ход, волны перекатывались через палубы, сбивая с ног прислугу открыто расположенных орудий эсминцев, которая в условиях сильнейшей качки должна была подносить к орудиям 45-кг снаряды. Это сильно сказывалось на скорострельности, к тому же огонь с эсминцев велся по большей частью наугад, поскольку волны и брызги заливали стекла оптических дальномеров. Что касается ещё меньших, чем эсминцы, немецких миноносцев, то они в условиях шторма оказались практически не способны ни вести на ходу артиллерийский огонь, ни стрелять торпедами, их участие в бою в составе соединения ограничилось выставлением дымовых завес. Таким образом, из-за шторма половина немецкой эскадры была полностью лишена боеспособности, а другая половина оказалась не в состоянии эффективно вести бой.

## Ход боя
Немецкое соединение двигалось тремя колоннами, курсом на восток. В центральной шли миноносцы, в правой, ближайшей к противнику, — эсминцы Z-23 и Z-27, в левой — Z-32, Z-37 и Z-24. Немецкий флагман Г. Эрдменгер не менял курса, хотя он вел на сближение с противником. Относительно причин этого решения в литературе выдвигается две версии. Согласно первой, Эрдменгер не стал менять курса для уклонения от боя, поскольку ошибочно предполагал своё соединение заведомо сильнейшим и сам стремился навязать противнику бой. По второй версии, немецкий командующий трезво оценивал боеспособность и ходовые качества своих кораблей в условиях шторма. Из-за усилившегося волнения, а также неполадках в двигательной установке на Z-24, соединение могло идти только на 27 узлах, тогда как британские крейсера свободно развивали 32 узла. Эрдменгер, понимая, что ему в любом случае не удастся оторваться от противника, принял решение принять бой, одновременно продолжая прорываясь по кратчайшему маршруту к побережью Франции.
В течение первого получаса бой проходил на параллельных курсах на дистанции, сократившейся от 100 до 75 кабельтовых. С немецкой стороны в нём участвовали сначала только флагманский Z-27 и Z-23. После первого торпедного залпа, безрезультатного из-за предельной для торпед дистанции, два эсминца вели с 13.58 по противнику артиллерийский огонь. В 14.05 к обстрелу противника присоединились, выйдя вперед по курсу, эсминцы Z-32 и Z-37. В 14.15 с Z-37 был дан залп из 4-х торпед, после которого немцы якобы наблюдали торпедное попадание в один из британских крейсеров. На самом деле британский отряд в это время атаковал дальний немецкий бомбардировщик, взрывы его бомб и были ошибочно приняты за взрыв торпеды. Немцам удалось добиться единственного попадания в «Глазго» 150-мм снарядом, повредившим кожух вентилятора над котельным отделением. Британский огонь на первом этапе боя, впрочем, тоже не был результативным, несмотря на наведение на цель радарами (в ходе боя на «Глазго» вышел из строя артиллерийский радар, и крейсер стрелял, используя поисковый радар) и гораздо лучших условия работы артиллерийских расчетов, особенно на «Глазго» с автоматическим заряжанием орудий; канадцы на «Энтерпрайзе» в штормовых условиях тоже испытывали проблемы с ручным заряжанием, хотя и значительно меньшие, чем у немцев.
В 14.18 Эрдменгер дал приказ о разделении своих сил на две группы, чтобы атаковать британцев торпедами с двух сторон, стреляя перекрестно и затруднив тем самым уклонение от попаданий. Флагманский эсминец Z-27 с Z-23 и миноносцами Т-22, Т-25, Т-26 повернули на север. Остальные корабли шли на юг. В 14.23 эсминец Z-32 из южной группы выпустил 6 торпед, а в 14.28 4-х торпедный залп дал возглавлявший северную группу Z-27, одну торпеду выпустил Z-23. Скоординированной торпедной атаки не получилось. Ни одна из немецких торпед не попала в цель. Ф. Колауф впоследствии осуждал своего начальника в бою за разделение сил, что позволило британцам атаковать немцев по отдельности. Однако, возможно, своим манёвром Эрдменгер преследовал цель дать возможность прорваться к побережью хотя бы части своего соединения. Во всяком случае, выпустив торпеды, Эрдменгер передал по радио командиру эсминца Z-32 корветтен-капитану фон Бергеру приказ возглавить южную группу и уходить с ней на восток. Сам Эрдменгер с двумя эсминцами и тремя миноносцами развернулся на запад, увлекая за собой британские крейсера.
Огонь «Глазго» на втором этапе боя стал гораздо метче. В 14.30 его залп накрыл флагманский немецкий эсминец. 152-мм британский снаряд, упав недолетом, прошёл под водой, ударил в Z-27 ниже ватерлинии и взорвался в котельном отделении, повредив магистраль левой турбины. Эсминец потерял скорость, сквозь пробоину в топливные цистерны поступала забортная вода. Z-23 прикрывал повреждённый Z-27 дымовой завесой, две пущенные в него с «Энтерпрайза» торпеды прошли мимо цели. «Глазго» в это время перенес огонь на три немецких миноносца северной группы. В 14.54 точный залп британского крейсера накрыл Т-25. Миноносец был поражен в корму, турбина вышла из строя, кормовое машинное отделение наполнялось водой. Вскоре ещё один 152-мм снаряд снес переднюю дымовую трубу и повредил турбину в носовом машинном отделении. Прикрывая теряющий ход Т-25, миноносец Т-22 выпустил в 14.58 залп из 6-торпед. В 15.10 три торпеды было выпущено с повреждённого Т-25, все — безрезультатно. «Глазго» тем временем обстреливал умело маневрировавший под огнём миноносец Т-26, которому долго удавалось избегать попаданий. Однако в 15.21 британский снаряд разорвался в котельном отделении миноносца и вызвал большой пожар. Последний оставшийся неповреждённым миноносец Т-22 попытался выйти в новую торпедную атаку, но под огнём «Глазго» сумел только закрыть оставшиеся без хода корабли дымовой завесой.
На помощь северной группе попытались прийти в 15.30 эсминцы Z-32 и Z-37 из южной группы (Z-24 с повреждённой в шторм двигательной установкой и трем миноносцам фон Бергер приказал продолжать отход к побережью Франции). «Глазго» и «Энтерпрайз» развернулись в сторону кораблей южной группы, но Z-32 и Z-37 не решились принять бой и стали отходить на север-восток. Потеряв их из вида, «Глазго» и «Энтерпрайз» вернулись, чтобы добить повреждённые немецкие корабли. За короткое время отсутствия британских крейсеров эсминец Z-23 пытался снять экипаж с повреждённого Z-27, а миноносец Т-22 — со стоявших без хода Т-25 и Т-26, однако при новом появлении противника Эрдменгер приказал исправным кораблям уходить и самостоятельно прорваться в любой порт на побережье. В 15.45 Z-23 и Т-22 ушли курсом на юго-восток, разминувшись в дыму и мгле с британскими кораблями.
Вернувшись к месту боя, британские крейсера разделились. «Глазго» взял на себя преследование немецкого эсминца, а поиск и уничтожение вражеских миноносцев было поручено «Энтерпрайзу». Первым «Энтерпрайз» обнаружил охваченный пожаром миноносец Т-26 и открыл по нему огонь из орудий, а в 16.17, приблизившись к стоявшему на месте немецкому кораблю, выпустил торпеду. В 16.20 Т-26 затонул. Затем «Энтерпрайз» отыскал миноносец Т-25, где в этот момент отчаянно пытались запустить кормовую турбину и дать ход. Обнаружив Т-25, крейсер открыл по нему огонь из орудий, на который немцы могли отвечать только из двух малокалиберных зенитных автоматов. В 16.35 «Энтерпрайз» подошёл к Т-25 и тоже выпустил торпеду. Торпедированный миноносец продержался на воде ещё полчаса. «Глазго» тем временем настигал Z-27, который всё более терял ход от попадания снарядов и засорения топлива забортной водой через пробоину. В 16.41 «Глазго» поразил эсминец в боевой погреб. Произошёл взрыв большой силы, и Z-27 стремительно затонул с креном на левый борт.

## После боя

Крейсер «Глазго» в Плимуте 30 декабря 1943 г. (с корабля выносят раненых в ходе боя в Бискайском заливе)

Потопив немецкие корабли, «Глазго» и «Энтерпрайз» покинули место боя. Через некоторое время туда вновь вернулись эсминцы Z-32 и Z-37 из южной группы фон Бергера и занялись спасением уцелевших с погибших кораблей. 
Всего в ходе боя на эсминце Z-27 погибло 220 чел. (включая капитана цур зее Эрдменгера), спасено 93; на миноносце Т.-25 погибло 85 чел., спасено 100; на миноносце Т-26 погибло 96 чел., спасено 90. Общие людские потери немцев в ходе боя составили 401 чел. На «Глазго» было 2 убитых и 6 раненых при единственном попадании немецкого снаряда, канадцы на «Энтерпрайзе» потерь не имели. 
29 декабря «Глазго» и «Энтерпрайз» прибыли в Плимут. По пути на базу их несколько раз атаковали немецкие бомбардировщики, но британские корабли отделались незначительными осколочными повреждениями от близких разрывов. 
Немецкие корабли из разгромленного соединения Эрдменгера прибыли 28 декабря по отдельности в различные порты атлантического побережья Франции: эсминец Z-24, миноносцы Т-23, Т-24, Т-27 — в Брест; эсминцы Z-32 и Z-37 — в Бордо; эсминец Z-23 и миноносец Т-22 — в Сен-Жан-де-Люк (близ границы с Испанией). После боя в Бискайском заливе Германия отказалась от доставки стратегических материалов из Японии транспортными судами, в дальнейшем для этого использовались только подводные лодки